# Caja de tapa y fondo
Una caja de tapa y fondo es un embalaje compuesto por dos piezas independientes. Se utiliza para productos que se conservan en la caja (ropa de cama, zapatos, juguetes, etc.), o a los que se accede en repetidas ocasiones (bombones, bollería, etc.).

## Características
Estas cajas se pueden fabricar en diversos materiales, siendo los más frecuentes el cartón ondulado y el cartoncillo. En ambos casos, el embalaje puede ser automontable (a mano) o mecanizable (necesita de una máquina de montaje para su formación). Para mostrar el producto al cliente, se puede troquelar una "ventana" en la tapa, a la que puede encolarse una lámina de plástico transparente.
Entre las ventajas de las cajas de tapa y fondo se encuentran su apertura intuitiva y la limpieza de la bandeja una vez descubierta en el punto de venta. Entre sus desventajas destacan: 
- La necesidad de contar de finales de línea específicos si se pretende envasar automáticamente.
- El riesgo de desprendimiento de la tapa a lo largo de la cadena logística como por ejemplo en las cintas de transporte de los centros logísticos o a la hora de su manipulación manual.

## Tipos
Por su facilidad de apertura y reposición en el lineal algunas cadenas de supermercados exigen a sus proveedores el suministro de productos en embalajes de tapa y fondo sin encolar. Entre los modelos más comunes destacan: 
- Embalajes con tapa baja tipo caja de zapatos.
- Embalajes con tapa completa que cubre toda la altura del producto ya sea por el interior o el exterior.
- Embalajes con tapa en U. La tapa adopta una estructura en forma de U que se introduce por los laterales de la bandeja dejando la parte frontal y posterior descubierta.

- Datos: Q5559665